# Rovhoj
Der Rovhoj (es existieren mehrere leicht abgewandelte Schreibweisen:
Rovhøj (dänisch), Rovhöj oder Rovhoi) ist ein erweiterter Dolmen mit halbhohem Zutrittstein, mit der Sprockhoff-Nr. 15. Er entstand zwischen 3500 und 2800 v. Chr. und ist eine Megalithanlage der Trichterbecherkultur (TBK).
Der Rovhoj befindet sich etwa zwei Kilometer westlich von Harrislee bei Simondys, im Kreis Schleswig-Flensburg in Schleswig-Holstein. Die Anlage befand sich ursprünglich etwa 150 m weiter in südöstlicher Richtung.

## Die Kammer
Die Kammer wurde 1959 bei der Ausgrabung des Rovhoj, einem Rundhügel von etwa 37 m Durchmesser und etwa 1,8 m Höhe gefunden und von Hans Hingst (1908–1996) freigelegt. Auf der Oberfläche des Kernhügels von 14 m Durchmesser lag als Steinmantel eine Rollsteinschicht. Der Dolmen wurde nach der Ausgrabung vom Truppenübungsplatzgelände bei Simondys zum unweit gelegenen Ellunder Weg bei Simondys versetzt. Während der Ausgrabung zeigte sich, dass der Hügel in mehreren Phasen errichtet wurde. Neben dem zentralen Begräbnis, fanden Archäologen die Reste von weiteren zehn Bestattungen. Vier von ihnen waren Särge aus Holz. Im Inneren der zentralen Grabkammer lagen in einem Trichterbecher, zwei Pfeilspitzen, verzierte Keramik und einer einzigartigen Bernsteinschmuck. Außerhalb der Kammer wurde u. a. ein Bronzeschwert und ein Fischschwanzdolch gefunden.
Die Langseiten der etwa zwei mal einem Meter großen Kammer bestehen aus zwei Tragsteinpaaren. Am Nordende steht ein kräftiger Abschlussstein, gegenüber ein halbhoher Eintrittstein. Es ist nur noch ein Deckstein erhalten, er trägt 34 eingepickte Schälchen. Auf dem Boden lag eine Schüttung aus gebranntem Feuerstein. Im äußeren Bereich des mehrfach erweiterten Hügel wurden zehn Nachbestattungen, zumeist aus der Bronzezeit, gefunden.

Rovhoj
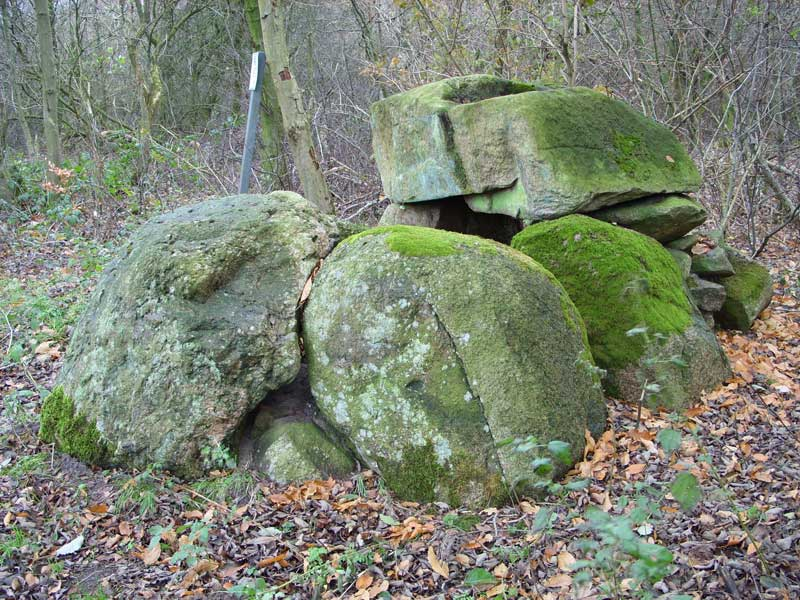
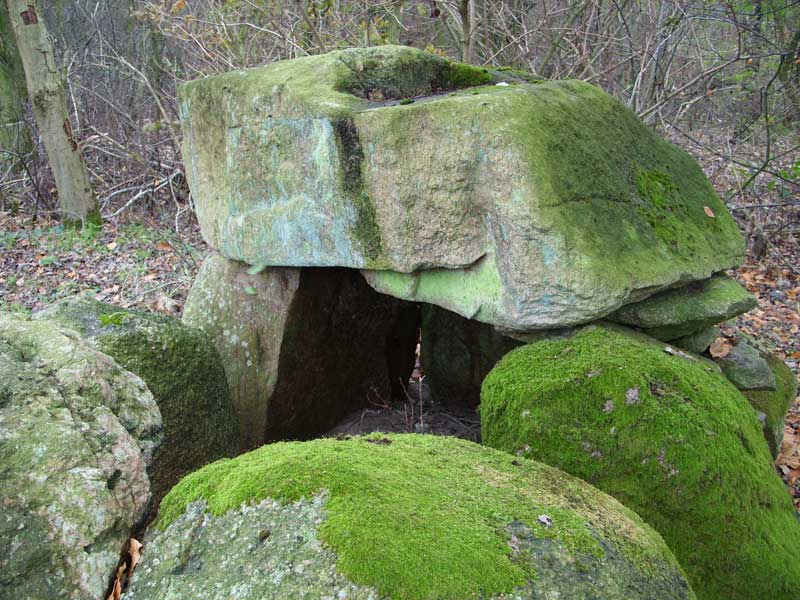
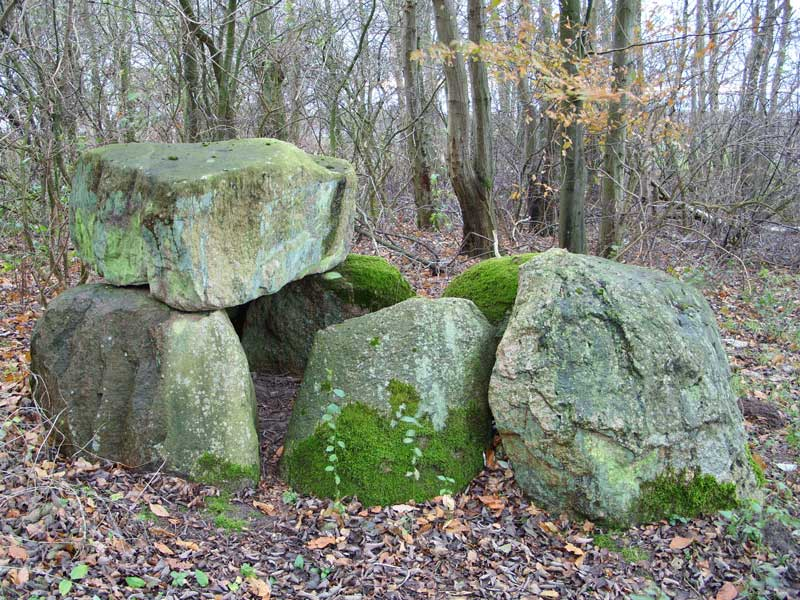